# تشو سونج-مين
تشو سونج-مين (الكورية: 조성민) هو لاعب كرة قاعدة كوري جنوبي، ولد في 5 أبريل 1973 في سول في كوريا الجنوبية، وتوفي في 6 يناير 2013 في Dogok-dong ‏ في كوريا الجنوبية بسبب شنق.

## روابط خارجية
- تشو سونج-مين على موقع الدوري الياباني لكرة القاعدة (الإنجليزية)
- تشو سونج-مين على موقع دوري كوريا الجنوبية لكرة القاعدة (الإنجليزية)
- تشو سونج-مين على موقعبيزبول رفرنس.كوم (الدوري الثانوي) (الإنجليزية)